# Edwin (król Nortumbrii)
Edwin (ur. ok. 584, zm. 12 października 632 lub 633) – król Nortumbrii od 616, męczennik chrześcijański i święty Kościoła katolickiego i anglikańskiego.
Ojcem Edwina był Aelle (Ælla), król Deiry w latach 560–588.
Edwin młodość spędził na wygnaniu. Odzyskawszy tron Nortumbrii stanął w obliczu kolejnych wojen. Ożenił się ze św. Etelburgą, córką św. Ethelberta I, króla Kentu. Małżeństwo to dało początek chrześcijaństwu w Królestwie Anglii.
12 kwietnia 627 roku, razem z dworem, przyjął chrzest i podjął dzieło chrystianizacji swego królestwa. Zostało ono zahamowane po jego
śmierci. Edwin zginął pod Hatfield w czasie bitwy z Pendą, królem Mercji.
Po śmierci w bitwie pod Hatfield Chase, Edwin został uznany świętym męczennikiem.
Jego wspomnienie liturgiczne obchodzone jest 12 października.